# Expédition d'Irlande (1798)
Pour les articles homonymes, voir Expédition d'Irlande.
Rébellion irlandaise
Batailles
- Ballymore-Eustace
- Naas
- Prosperous
- Kilcullen
- Carlow
- Harrow
- Tara Hill
- Oulart Hill
- Enniscorthy
- Newtownmountkennedy
- Three Rocks
- Bunclody
- Tuberneering
- New Ross
- Antrim
- Arklow
- Saintfield
- Ballynahinch
- Duncairn
- Ovidstown
- Foulksmills
- Vinegar Hill
- Ballyellis

- 1er Killala
- Ballina
- Castlebar
- Collooney
- Ballinamuck
- 2e Killala
- Île de Toraigh

L’expédition d’Irlande de 1798 est une tentative de libération de l’Irlande de l'occupation anglaise que mena une escadre française afin de soutenir les rebelles irlandais pendant la rébellion irlandaise de 1798.

## Déroulement
Après l'échec du débarquement de la baie de Bantry en 1796, l'Irlandais Theobald Wolfe Tone prend contact avec le gouvernement du Directoire et finit par convaincre les ministres d’organiser une deuxième expédition en Irlande.
Le 6 août, une petite escadre de 1 032 hommes formée des frégates Franchise, Médée et Concorde, sous le commandement de André Daniel Savary  réussit à quitter Rochefort (Charente-Maritime), et à déjouer la surveillance britannique.
Le 22 août 1798, environ 1 000 soldats français commandés par le général Humbert débarquent dans le nord-ouest de l'Irlande, à Kilcummin dans le comté de Mayo. 200 anglais (50 selon les sources britanniques), défendent la ville voisine de Killala qui est prise à la suite d'un combat rapidement remporté par les grenadiers français commandés par l'adjudant général Jean Sarrazin. Le 27 août, rejoints par des rebelles irlandais, les Français infligent une défaite aux Anglais, pourtant supérieurs en nombre, à la bataille de Castlebar (dite « course de Castlebar » pour se moquer de la vitesse de retrait des soldats anglais). 
Ils installent une république éphémère, la république de Connaught, avant d'être finalement battus à la bataille de Ballinamuck, dans le comté de Longford, le 8 septembre 1798. Les troupes françaises qui s'étaient rendues sont rapatriées en France en l'échange de prisonniers de guerre anglais, les rebelles irlandais prisonniers sont quant à eux massacrés sur le champ de bataille.
Le 12 octobre 1798, une force française de 3 000 hommes, incluant Theobald Wolfe Tone tente de débarquer dans le comté de Donegal près de Lough Swilly. Ils sont interceptés par une escadre britannique et finalement se rendent après une bataille de trois heures sans avoir touché terre. 
En Irlande, l'année 1798 est appelée « l'année des Français » en raison de cet engagement français. 
Theobald Wolfe Tone est reconnu, arrêté et, le 10 novembre, condamné à mort par pendaison. Par égard pour l'uniforme français qu’il porte, il demande à être fusillé, ce qui lui est refusé. Il décide alors de se trancher la gorge, mais son agonie durera une semaine.

## Chronologie
- 6 août, départ d'un corps expéditionnaire du général Humbert pour appuyer l'insurrection irlandaise.
- 22 août, débarquement à Killala.
- 24 août : victoire du général Humbert contre les Britanniques à Ballina.
- 27 août : victoire du général Humbert contre les Britanniques à Castelbar.
- 8 septembre : victoire des Britanniques de Cornwallis à Ballinamuck.
- 15 septembre : capitulation avec les honneurs du corps expéditionnaire français en Irlande.
- 16 septembre : départ de Brest d'un second corps expéditionnaire français en Irlande.
- 11 octobre : désastre naval de l'expédition dans la baie de Donegal.

## Littérature
Joseph Stock, évêque protestant de Killala et Achonry, fut témoin oculaire de l'invasion de Killala a mis par écrit le récit de l'événement. Son ouvrage a été traduit en français par la Société d'émulation des Vosges. 
Ces événements sont le sujet d'un roman historique de Thomas Flanagan The Year of the French : Édité chez MacMillan (1979), Arrow Books (1980), avec une traduction en français L'Année des Français chez Olivier Orban, (épuisé). 
L'Année des Français est également le titre  de l'adaptation de cette œuvre sous forme d'un feuilleton réalisé conjointement par RTÉ (la télévision publique irlandaise) et FR3 (aujourd'hui France 3) et tourné à Killala en 1981.
Un jeu de guerre Irlande 1798 est paru en 2009 dans Vae Victis numéro 86 et développe la stratégie des soldats du général Humbert.

## Ballades
- The Men of the West
- The Rising of the Moon, ballade irlandaise de 1798 en hommage aux troupes françaises du général Humbert.